# 凌雲寺
凌雲寺（りょううんじ）は、愛知県名古屋市中村区稲葉地本通にある臨済宗妙心寺派の寺院。山号は集慶山。

## 由緒
『尾張志』によると、永正年間（1504年〜1521年）に稲葉地城主・織田信光（織田信長の伯父に当たる人物）が創建した。
信長が幼少のころ、この寺で手習いをしたと伝えられている。手習いで真っ黒になった草紙を枝に掛けて付近の子供達と遊んだという草掛けの松が残っている。
墓地の宝篋印塔には「前豊州大守泰翁玄凌禅定門（たいしゅたいおうげんりょうぜんじょうもん）天文5年（1536年）丙申十月廿八日」とあり、信光のものとされる。

## ギャラリー

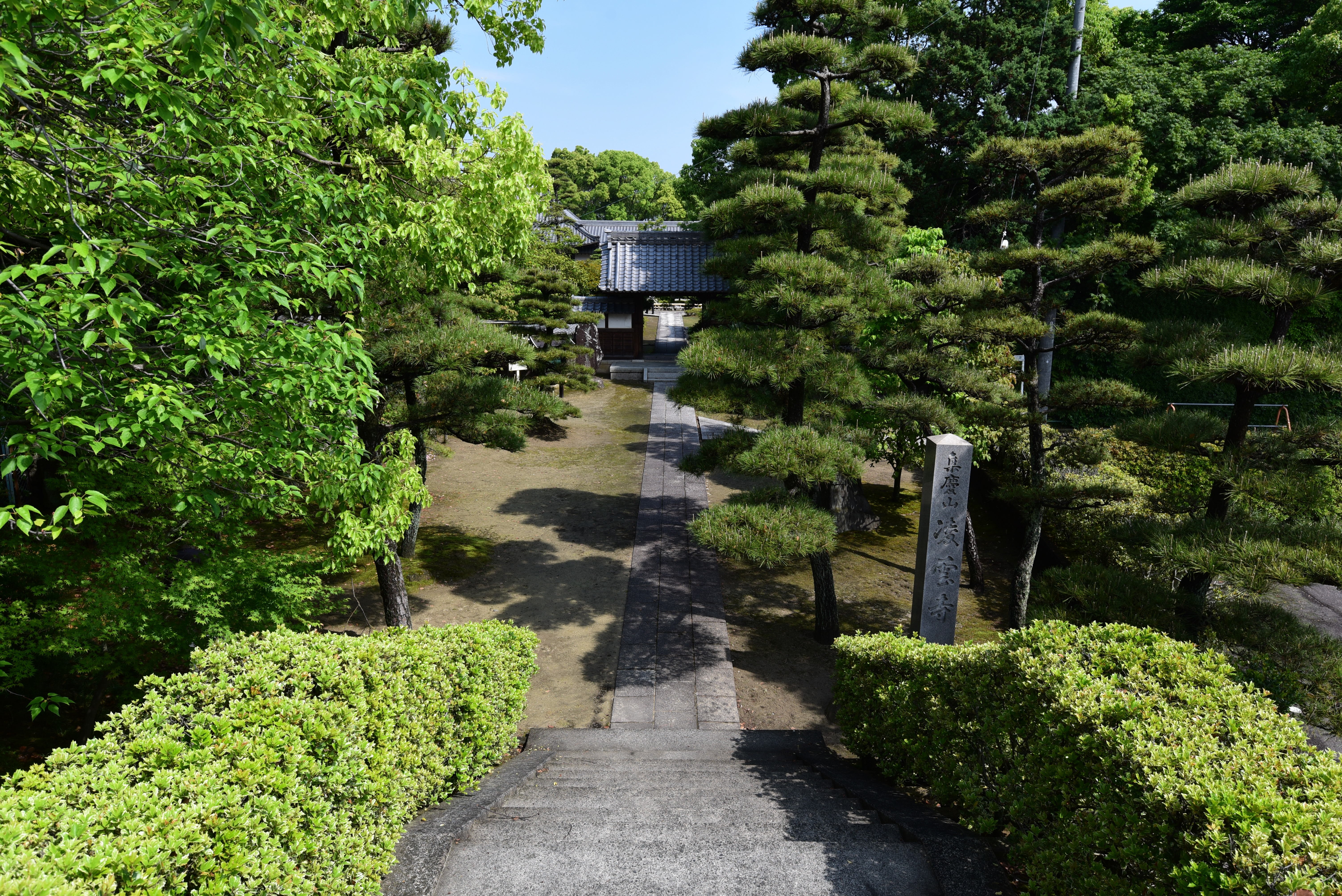
山門
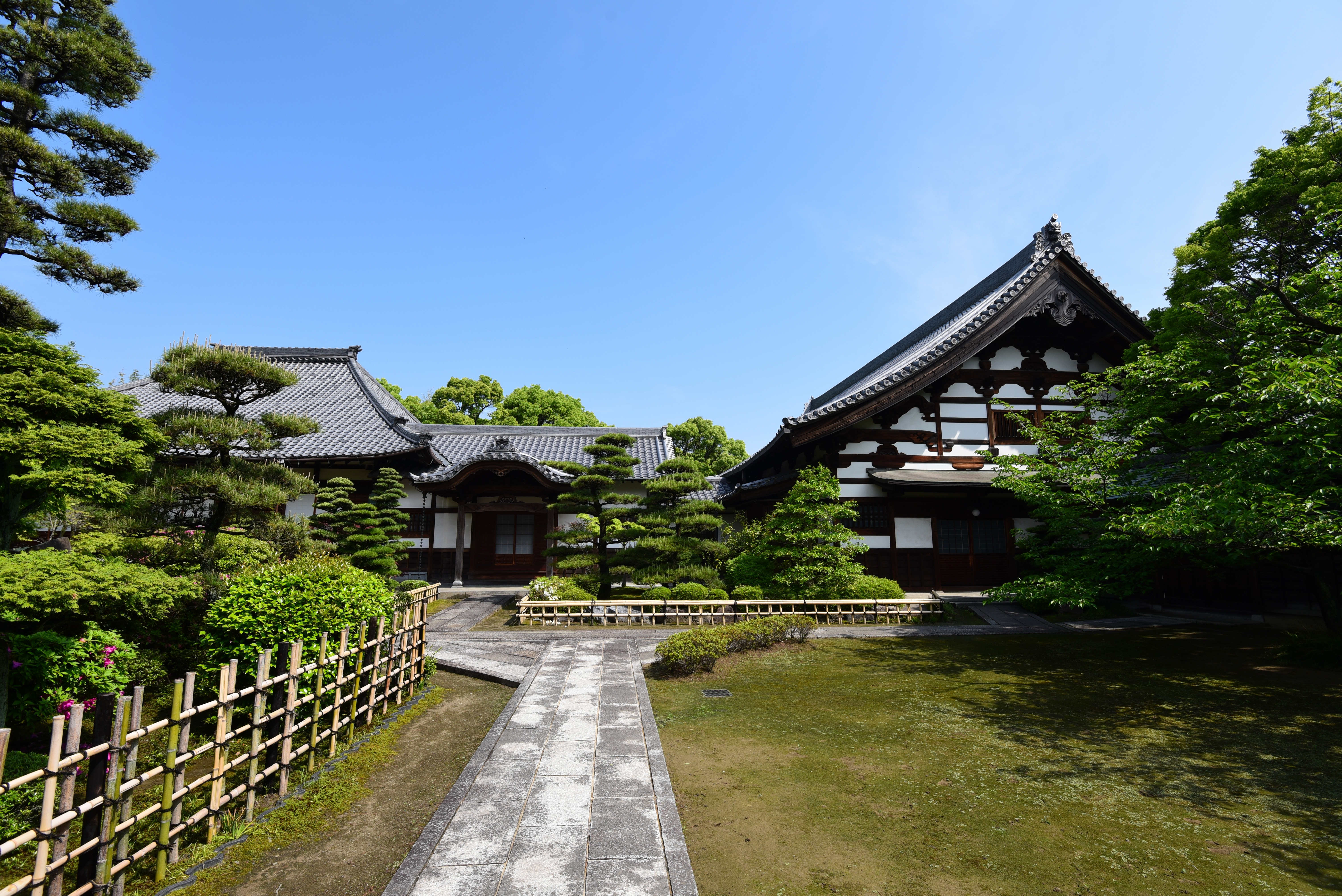
本堂と庫裡
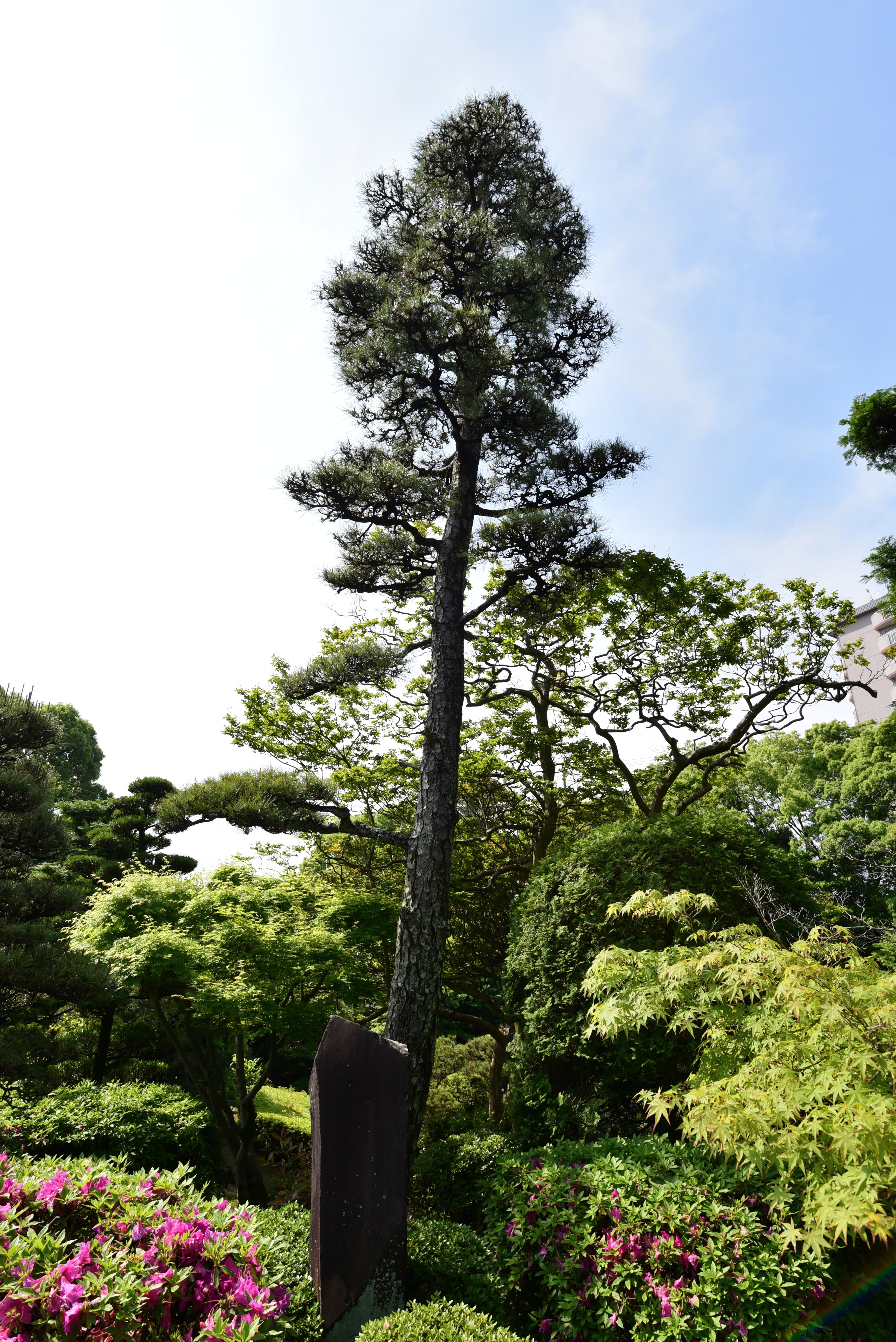
信長草紙掛の松

## 所在地
- 愛知県名古屋市中村区稲葉地本通3-18-13